# Pietre runiche di Funbo
Le Pietre runiche di Funbo sono un gruppo di quattro monoliti incisi in norreno i quali si trovano presso la località di Funbo, Uppland, Svezia. Risalgono all'XI secolo e furono eseguiti da membri di una stessa famiglia.
Successivamente, per ogni iscrizione, viene riportata sia la trascrizione in norreno occidentale che in norreno orientale.

## U 937

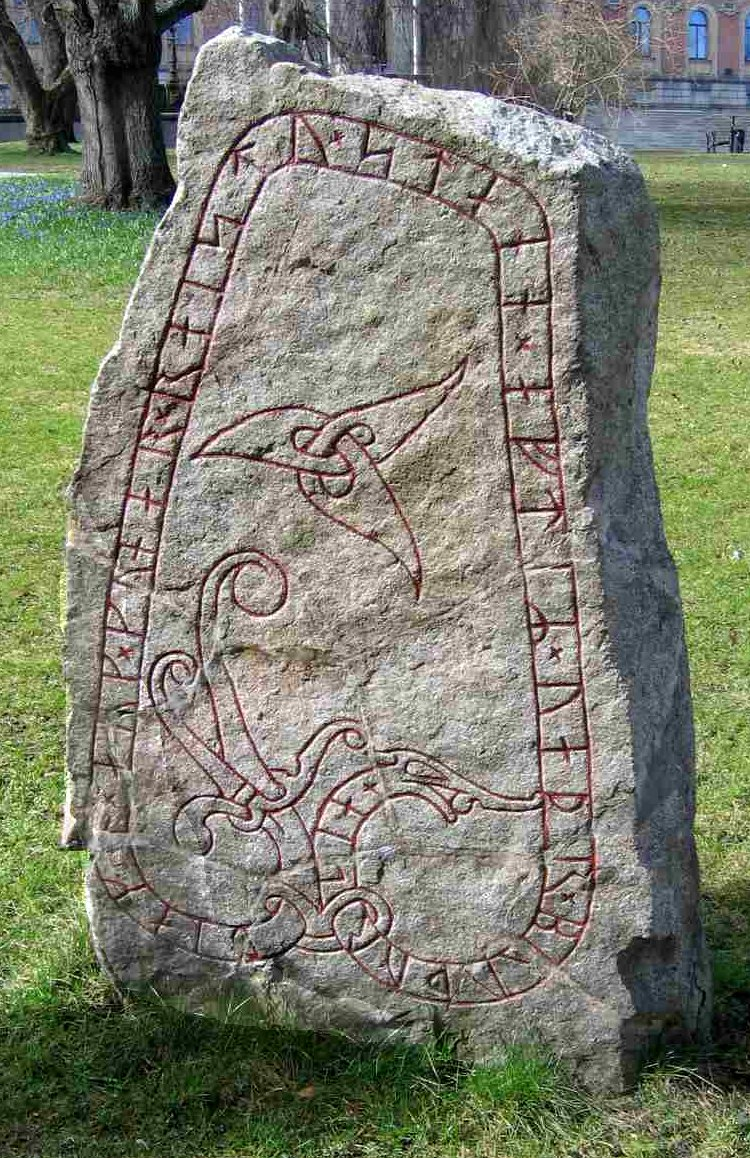
U 937 sita nel parco dell'università di Uppsala. Riporta inciso il simbolo della triquetra.

Il monolite fu rinvenuto ad Uppsala nel 1875, riutilizzato nel muro del monastero francescano che si trova tra le strade di San Persgatan e Klostergatan. Riporta incisi gli stessi nomi propri che si ritrovano sulle pietre a Funbo, fatto che dimostra che fu realizzato dalla stessa famiglia.

### Traslitterazione in caratteri latini
- × þiak(n) × auk × kunar × raistu × stana × aftiR × uaþr × bruþur sin ×

### Trascrizione in norreno occidentale
- Þegn ok Gunnarr reistu steina eptir Veðr, bróður sinn.

### Trascrizione in norreno orientale
- Þiagn ok Gunnarr ræistu stæina æftiR Veðr, broður sinn.

### Traduzione in italiano
- Thane e Gunnar eressero questa pietra per Veðr, loro fratello.

## U 990

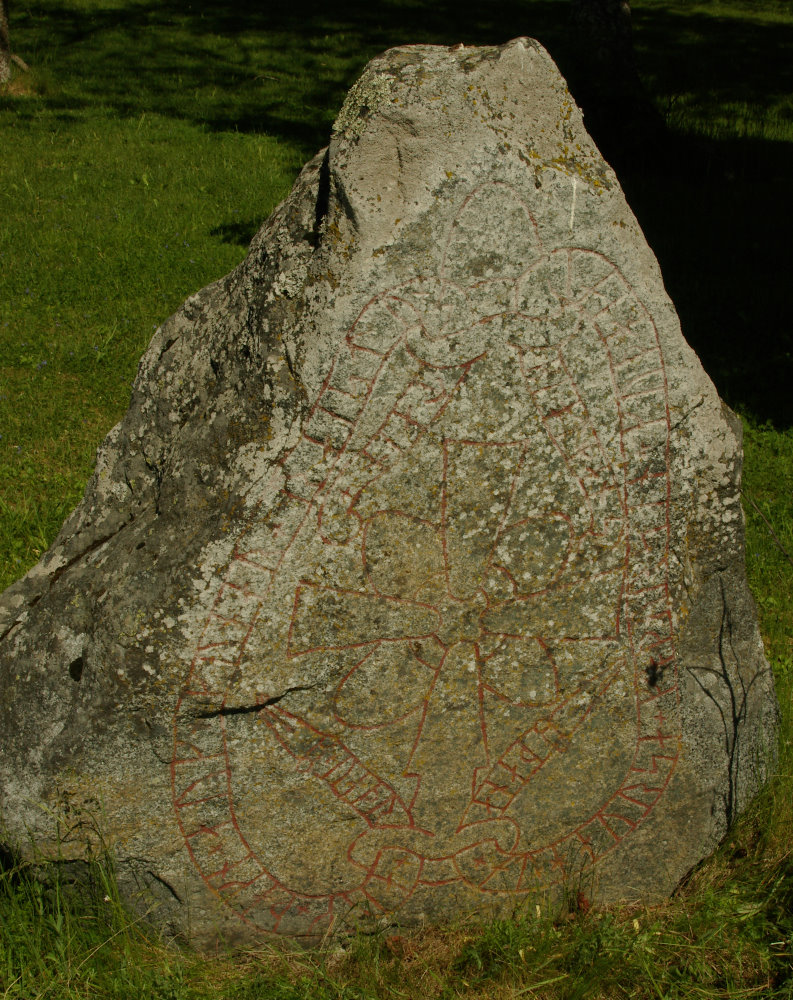
U 990.

Questa pietra runica si trova ancora nella sua collocazione originale.

### Traslitterazione in caratteri latini
- uaþr + auk × þakn × auk × kunar + raistu × stain + þana × at × haursa × foþur sin + kuþ hialbi ot hans ×

### Trascrizione in norreno occidentale
- Veðr ok Þegn ok Gunnarr reistu stein þenna at Haursa, fôður sinn. Guð hjalpi ônd hans.

### Trascrizione in norreno orientale
- Veðr ok Þegn ok Gunnarr ræistu stæin þenna at Haursa, faður sinn. Guð hialpi and hans.

### Traduzione in italiano
- Veðr e Thane e Gunnar eressero questa pietra per Haursa, loro padre. Dio aiuti la sua anima.

## U 991

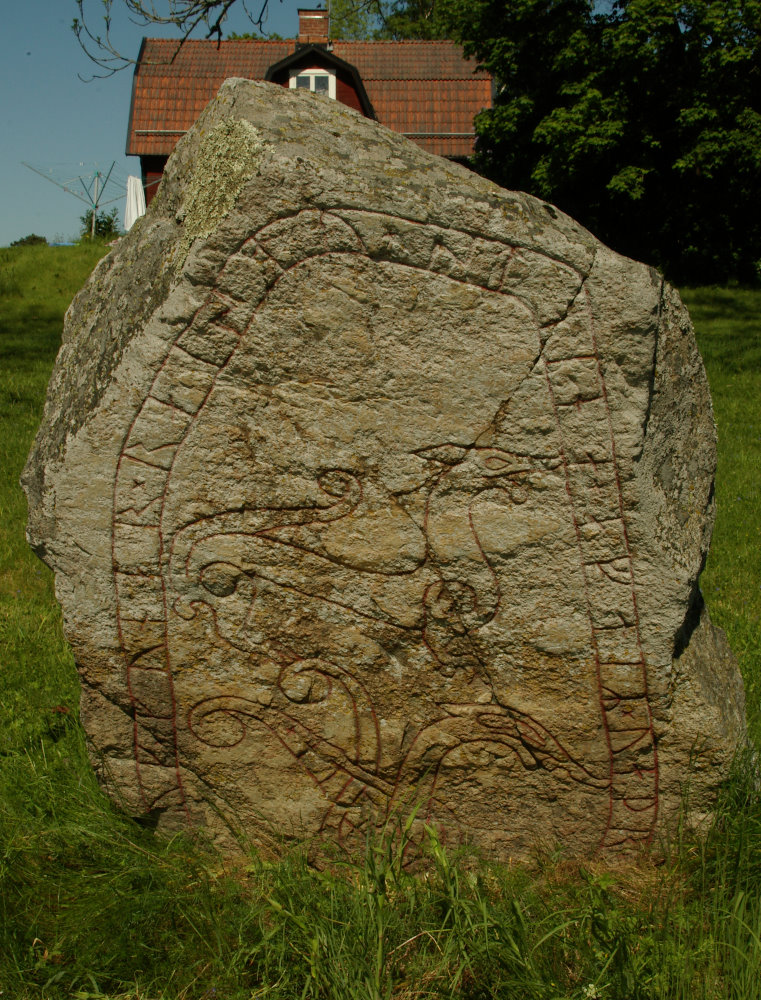
U 991.

Questa pietra runica si trova ancora nella sua collocazione originale e riporta lo stesso testo della U 937.

### Traslitterazione in caratteri latini
- × þiak(n) × auk × kunar × raistu × stana × aftiR × uaþr × bruþur sin ×

### Trascrizione in norreno occidentale
- Þegn ok Gunnarr reistu steina eptir Veðr, bróður sinn.

### Trascrizione in norreno orientale
- Þiagn ok Gunnarr ræistu stæina æftiR Veðr, broður sinn.

### Traduzione in italiano
- Thane e Gunnar eressero questa pietra per Veðr, loro fratello.

## U 999

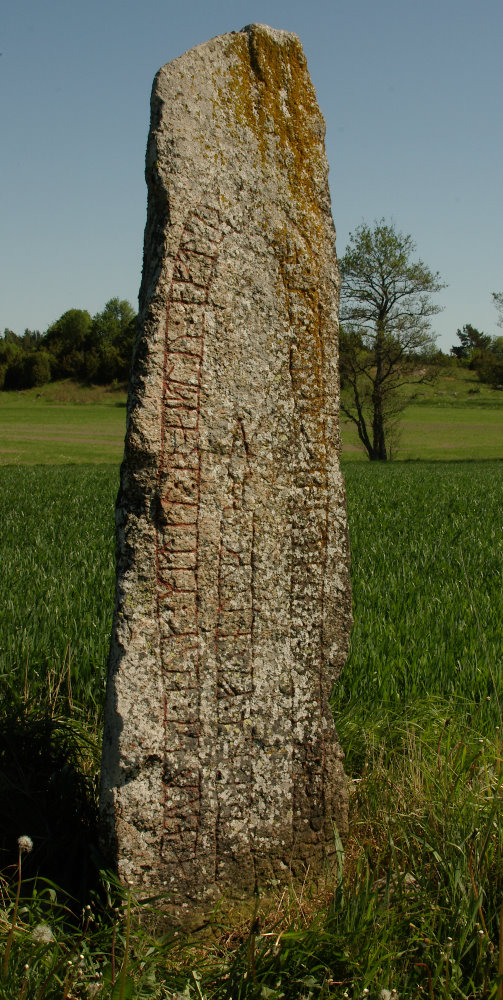
U 999.

Anche questa pietra rimane nella sua posizione originaria.

### Traslitterazione in caratteri latini
- haursi : auk : kitil : raistu : aftir : þekn : faþur : sin : staina : þisa : at : bunta : kuþan : o : funum

### Trascrizione in norreno occidentale
- Haursi ok Ketill reistu eptir Þegn, fôður sinn, steina þessa, at bónda góðan á Funnum/Fúnum.

### Trascrizione in  norreno orientale
- Haursi ok Kætill ræistu æftiR Þegn, faður sinn, stæina þessa, at bonda goðan a Funnum/Funum.

### Traduzione in italiano
- Haursi e Kettil eressero questa pietra per Thane, loro padre, egli fu un buon possidente in Funbo.